# Grupos Universitarios Fascistas

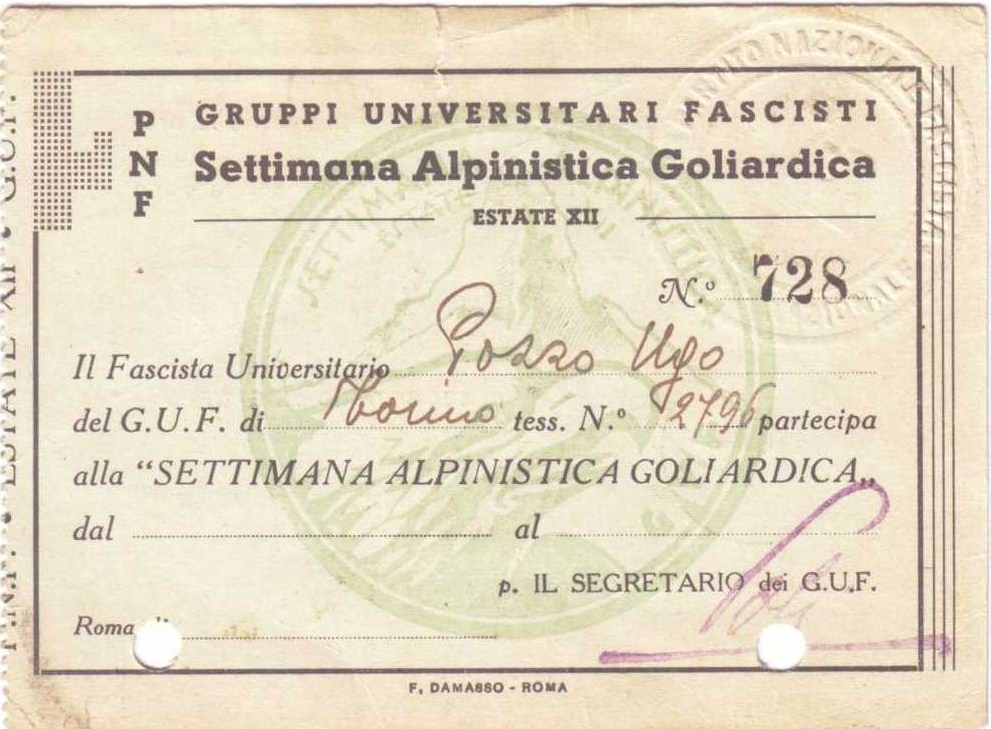
Diploma acreditativo de actividad lúdica.

Los Grupos Universitarios Fascistas (en italiano: Gruppi universitari fascisti, GUF) fueron una agrupación política, referente universitario del Partido Nacional Fascista. Creados en 1920, desaparecieron tras la Segunda Guerra Mundial.

## Nacimiento
Hacia 1919 estudiantes universitarios comenzaron a adherirse al nuevo movimiento de los Haces italianos de combate, formando en numerosas ciudades Equipos de acción formados por jóvenes universitarios. En 1920 nacieron oficialmente los Grupos Universitarios Fascistas, que acogían a todos los universitarios que se reconocían en el programa denominado sansepolcrista y, más tarde germen del Partido Nacional Fascista. En 1927, tras la declaración del Estado totalitario, se reestructuraron los grupos universitarios. El Partido Nacional Fascista reordena los GUF de manera minuciosa, con la voluntad de que sea una organización a la vanguardia de la juventud italiana. En palabras de Benito Mussolini, los GUF deberán representar "la futura clase dirigente" de Italia.

## Organización
Podían formar parte de los GUF, grupos de inscripción voluntaria, los jóvenes entre los 18 y los 21 años que provenían de la Juventudes Italianas del Littorio (GIL) inscritos en una Universidad, una institución superior, una Academia militar o en la Academia Fascista de la GIL.
Los militantes de los GUF eran cooptados para formar núcleos de al menos 25 miembros universitarios, constituidos en cada ciudad bajo el comando de un responsable nombrado por el Secretario Federal sobre propuesta del Secretario del GUF. Los responsables de cada núcleo formaban parte de los respectivos directorios de los Haces de Combate local.
Cada GUF tenía secciones de licenciados y diplomados, una Sección de Estudiantes Extranjeros y una Sección Femenina, de la cual formaban parte las estudiantes universitarias, las licenciadas y las diplomadas hasta los 28 años.

## Objetivos
Los GUF estaban comprometidos en:
- la actividad política y cultural, con el objetivo de preparar y seleccionar a los jóvenes miembros de la organización. El centro cultural por excelencia era el Colegio de Mística Fascista, que organizaba y coordinaba concursos de preparación política llamados Prelittoriali y Littoriali de cultura, arte y trabajo, el Teatro experimental del GUF, las secciones cinematográficas, radiofónicas o de prensa universitaria;
- las actividades deportivas, con la organización de Agonali, Littoriali del deporte, Semanas de alpinismo y marinas;
- la actividad asistencial, efectuada por medio de casas de asistencia, comedores de estudiantes y ambulatorios médicos.

## Littoriali
Desde 1934 se organizaron de manera anual los encuentros denominados Littoriali de la cultura y de las artes (organizados por Giuseppe Bottai y Alessandro Pavolini), aunque permanecieron en el tiempo los primeros, los dedicados al deporte.
Según el expresidente de la república Giorgio Napolitano, estos encuentros entre jóvenes intelectuales llevaron al nacimiento de los primeros contrastes ideológicos en seno del Partido Nacional Fascista. Napolitano consideraba que los GUF "eran de hecho un verdadero vivero de energía antifascista, hasta cierto punto tolerada".
Análogo es también el testimonio del cineasta Turi Vasile según el cual, gracias a esa tolerancia en el interior de los GUF se podía apreciar cierta liberación del condicionamiento ideológico.